# آلبرت تومنوف
آلبرت تومنوف (روسی: Альберт Туменов؛ زادهٔ ۲۶ دسامبر ۱۹۹۱) ورزشکار هنرهای رزمی ترکیبی و بوکسور اهل روسیه است. وی از سال ۲۰۱۰ میلادی تاکنون مشغول فعالیت بوده‌است.